# Roberto Linares
Roberto Linares Balmaseda (sinh ngày 10 tháng 2 năm 1986) là một tiền đạo từ Cuba hiện tại thi đấu cho đội bóng Argentina All Boys.

## Sự nghiệp câu lạc bộ
Là một tiền đạo mạnh mẽ và có tốc độ, Linares thi đấu cho đội bóng địa phương Villa Clara. Anh là vua phá lưới giải bóng đá Cuba năm 2012. Anh gia nhập đội bóng Argentina All Boys alongside compatriot José Dairo Macías vào mùa hè năm 2015.

## Sự nghiệp quốc tế
Anh ra mắt quốc tế cho Cuba vào tháng 2 năm 2008 trong trận giao hữu trước Guyana và có tổng cộng 42 lần ra sân, ghi 14 bàn thắng. Anh đại diện quốc gia trong 12 trận đấu tại Vòng loại giải vô địch bóng đá thế giới (4 bàn) và thi đấu tại Cúp Vàng CONCACAF 2011.
Trận đấu quốc tế cuối cùng của anh là vào tháng 12 trong trận đấu tại Cúp Caribe 2012 trước Trinidad & Tobago.

### Bàn thắng quốc tế
| #  | Ngày                 | Địa điểm                                                         | Đối thủ                     | Tỉ số | Kết quả | Giải đấu                                     |
| -- | -------------------- | ---------------------------------------------------------------- | --------------------------- | ----- | ------- | -------------------------------------------- |
| 1  | 7 tháng 6 năm 2008   | Sân vận động Quốc gia Pedro Marrero, Havana, Cuba                | Saint Vincent và Grenadines | 1-0   | 1-0     | Giao hữu                                     |
| 2  | 17 tháng 6 năm 2008  | Sân vận động Sir Vivian Richards, St. John's, Antigua và Barbuda | Antigua và Barbuda          | 2-2   | 4-3     | Vòng loại giải vô địch bóng đá thế giới 2010 |
| 3  | 22 tháng 6 năm 2008  | Sân vận động Quốc gia Pedro Marrero, Havana, Cuba                | Antigua và Barbuda          | 1-0   | 4-0     | Vòng loại giải vô địch bóng đá thế giới 2010 |
| 4  | 22 tháng 6 năm 2008  | Sân vận động Quốc gia Pedro Marrero, Havana, Cuba                | Antigua và Barbuda          | 3-0   | 4-0     | Vòng loại giải vô địch bóng đá thế giới 2010 |
| 5  | 10 tháng 9 năm 2008  | Estadio Mateo Flores, Guatemala City, Guatemala                  | Guatemala                   | 1-0   | 1-4     | Vòng loại giải vô địch bóng đá thế giới 2010 |
| 5  | 23 tháng 10 năm 2008 | Sân vận động Quốc gia Pedro Marrero, Havana, Cuba                | Antille thuộc Hà Lan        | 3-0   | 7-1     | Vòng loại Cúp bóng đá Caribe 2008            |
| 7  | 23 tháng 10 năm 2008 | Sân vận động Quốc gia Pedro Marrero, Havana, Cuba                | Antille thuộc Hà Lan        | 7-1   | 7-1     | Vòng loại Cúp bóng đá Caribe 2008            |
| 8  | 27 tháng 10 năm 2008 | Sân vận động Quốc gia Pedro Marrero, Havana, Cuba                | Suriname                    | 4-0   | 6-0     | Vòng loại Cúp bóng đá Caribe 2008            |
| 9  | 4 tháng 12 năm 2008  | Jarrett Park, Montego Bay, Jamaica                               | Guadeloupe                  | 2–1   | 2–1     | Cúp bóng đá Caribe 2008                      |
| 10 | 6 tháng 12 năm 2008  | Sân vận động Greenfield, Trelawny, Jamaica                       | Antigua và Barbuda          | 2–0   | 3–0     | Cúp bóng đá Caribe 2008                      |
| 11 | 11 tháng 12 năm 2008 | Sân vận động Độc lập, Kingston, Jamaica                          | Grenada                     | 2–1   | 2–2     | Cúp bóng đá Caribe 2008                      |
| 12 | 26 tháng 11 năm 2010 | Stade Pierre-Aliker, Fort-de-France, Martinique                  | Trinidad và Tobago          | 2-0   | 2-0     | Cúp bóng đá Caribe 2010                      |
| 13 | 5 tháng 12 năm 2010  | Stade Pierre-Aliker, Fort-de-France, Martinique                  | Grenada                     | 1-0   | 1-0     | Cúp bóng đá Caribe 2010                      |
| 14 | 16 tháng 11 năm 2012 | Sân vận động Dwight Yorke, Bacolet, Trinidad và Tobago           | Saint Vincent và Grenadines | 1-1   | 1-1     | Vòng loại Cúp bóng đá Caribe 2012            |